# Benidorm
Benidorm – miasto i gmina we wschodniej Hiszpanii, we wspólnocie autonomicznej Walencja, prowincji Alicante i comarce Marina Baixa.
Zlokalizowane między południowymi zboczami Sierra Cortina i Puig Campana a wybrzeżem Morza Śródziemnego, w środkowej części Costa Blanca, 44 km na północny wschód od centrum Alicante (stolicy prowincji) i 57 km od portu lotniczego Alicante-Elche. Granice miasta wzdłuż wybrzeża wyznaczają: obszar chronionego krajobrazu Sierra Helada na północnym wschodzie oraz wzgórze Tossal de la Cala na południowym zachodzie. Występuje tu typowy klimat śródziemnomorski.
Jeden z największych i najpopularniejszych kurortów turystycznych w Hiszpanii, znany dzięki plażom i klubom nocnym. W latach 1963–2021 w mieście wybudowano 64 wieżowce. Najwyższym z nich jest ukończony w 2021 r. apartamentowiec Intempo liczący 49 pięter i 202,5 metra wysokości.
Zamieszkiwana przez 69 118 osób (2021 r.), jednak z uwagi na duży ruch turystyczny rzeczywistą liczbę mieszkańców szacuje się na ponad 100 tys. ludzi.

## Historia
Jeszcze w 1960 r. Benidorm był małą wsią rybacką. Dzisiaj to miejscowość turystyczna z wieloma wieżowcami i hotelami, popularne miejsce spędzenia wakacji. Z ponad 345 wysokościowcami liczącymi ponad 12 pięter należy do najgęściej zabudowanych miast świata. Od kiedy Francisco Ronda w 1893 r. otworzył pierwsze kąpielisko Casa de baños na plaży Levante, Benidorm odwiedziło już ponad 85 milionów turystów.

## Turystyka

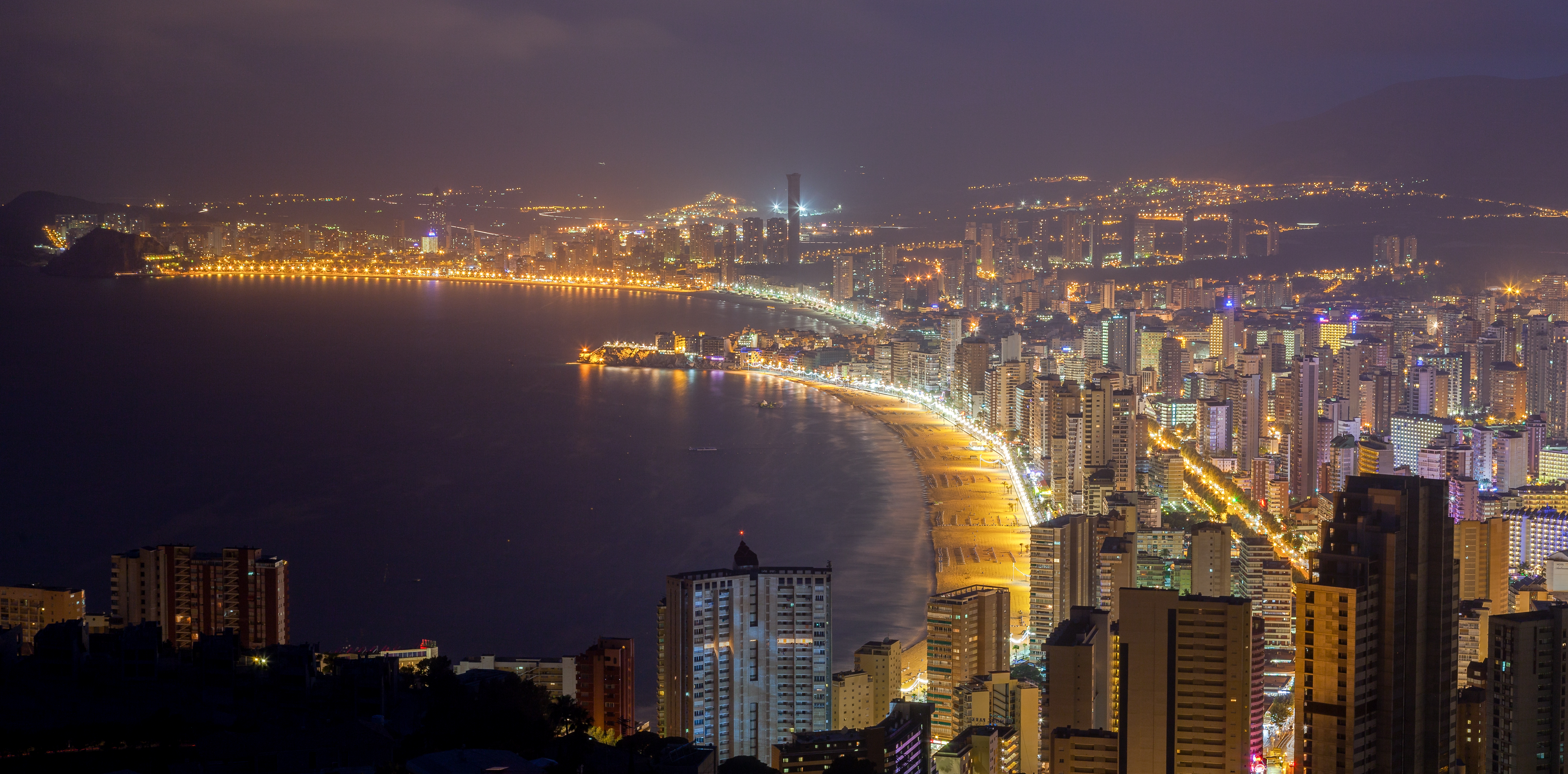
Benidorm nocą.

W mieście znajdują się trzy piaszczyste i liczące łącznie 5 km długości plaże: Playa de Poniente, Playa de Levante i Playa de Mal Pas. Za sporą atrakcję uważa się również trzy parki rozrywki: Terra Mítica, Aqualandia i Mundomar.
W lipcu i sierpniu do Benidormu można się dostać nocnym tramwajem z i do Alicante. Kursuje o godzinie 01:00 i 03:00 w nocy. Stacja kolejowa otwierana jest w nocy tylko w czasie przyjazdu tramwajów. Dojazd z centrum miasta do dworca zapewnia miejska linia autobusowa 01.
2 mile morskie od portu znajduje się wyspa Benidorm, która z uwagi na zróżnicowane dno przy brzegach i interesujące gatunki ryb, uczęszczana jest przez płetwonurków.

## Demografia
| Ludność | 2526   | 3720   | 2905   | 3498   | 3417   | 3113   | 2976   | 2726   | 2955   | 2726 | 6259 |
|         | 1970   | 1981   | 1991   | 1996   | 2000   | 2005   | 2010   | 2015   | 2020   |      |      |
| Ludność | 12 124 | 25 544 | 42 442 | 50 040 | 54 321 | 67 492 | 72 062 | 69 045 | 70 450 |      |      |

## Współpraca
- Manizales